# Ismet Dibra
Hafiz Ismet Dibra (ur. 1886 w Debarze, zm. 1955 w Tiranie) – albański pisarz i imam, w 1923 roku wybrany na muftiego Albanii.

## Życiorys
Uczęszczał do medresy w Debarze, następnie studiował w Konstantynopolu; miał możliwość pracy nauczyciela w jednej ze szkół średnich, jednak zdecydował się wrócić do Albanii.
W marcu 1923 roku został podczas I Kongresu Albańskich Muzułmanów wybrany na muftiego Albanii. Nauczał w medresie w Tiranie, której w 1930 roku został dyrektorem. W 1946 roku został skazany przez albańskie władze komunistyczne na 12 lat. Zmarł w 1955 roku w Tiranie.
W 1993 roku w Stanach Zjednoczonych pośmiertnie ukazała się jego książka pod tytułem A ka dyshim në qenien e Zotit?.
Władał językami arabskim, perskim i tureckim.